# 国立病院機構東近江総合医療センター
独立行政法人国立病院機構東近江総合医療センター（どくりつぎょうせいほうじんこくりつびょういんきこうひがしおうみそうごういりょうせんたー）は、滋賀県東近江市にある医療機関。独立行政法人国立病院機構が運営する病院である。旧国立滋賀病院。政策医療分野における循環器病、呼吸器疾患（結核含む）、エイズ、がんの専門医療施設であり、エイズ治療拠点病院に指定されている。

## 沿革
- 1941年（昭和16年） - 八日市陸軍飛行連隊病院として創設。
- 1945年（昭和20年）12月1日 - 厚生省に移管、国立八日市病院として発足。
- 2000年（平成12年）12月1日 - 国立八日市病院と国立療養所比良病院を統合し、国立滋賀病院が発足[注釈 1]。
- 2001年（平成13年）1月6日 - 厚生労働省に移管。
- 2004年（平成16年）4月1日 - 独立行政法人国立病院機構発足に伴い、独立行政法人国立病院機構滋賀病院に改称。
- 2013年（平成25年）4月1日 - 市内の病院再編に伴い、独立行政法人国立病院機構東近江総合医療センターに改称。

## 東近江市の病院再編
東近江市では、市内の3病院の医療資源を集約して一般300床、結核20床の病院が必要との結論に達した。2011年2月8日、東近江市と国立病院機構が基本協定に調印した。

## 診療科
- 内科
- 神経内科
- 循環器内科
- 呼吸器内科
- 消化器科
- 血液内科
- 小児科
- 皮膚科
- 外科
- 呼吸器外科
- 整形外科
- 脳神経外科
- 泌尿器科
- 産婦人科
- 眼科
- 耳鼻咽喉科
- 放射線科
- リハビリテーション科
- 麻酔科
- 歯科口腔外科
- 研究検査科

## 医療機関の指定等
- 保険医療機関
- 救急告示医療機関
- 労災保険指定医療機関
- 指定自立支援医療機関（更生医療・育成医療・精神通院医療）
- 身体障害者福祉法指定医の配置されている医療機関
- 臨床研修指定病院
- 生活保護法指定医療機関
- エイズ治療拠点病院
- 結核指定医療機関
- 特定疾患治療研究事業委託医療機関
- 戦傷病者特別援護法指定医療機関
- 原子爆弾被害者医療指定医療機関
- 小児慢性特定疾患治療研究事業委託医療機関
- 第二種感染症指定医療機関
- 公害医療機関

## 近隣の医療機関
- 長浜市立湖北病院（長浜市）
- 市立長浜病院(長浜市)
- 彦根市立病院(彦根市)
- 近江八幡市立総合医療センター（近江八幡市）
- 公立甲賀病院（甲賀市）
- 国立病院機構敦賀医療センター(敦賀市)
- いなべ総合病院（いなべ市）

## 交通アクセス
- 近江鉄道本線（湖東近江路線、水口・蒲生野線）・近江鉄道八日市線（万葉あかね線）八日市駅より、
  - 近江鉄道バス「東近江総合医療センター」または「五智前」下車。
  - ちょこっとバス「東近江総合医療センター」下車。
- 名神ハイウェイバス名神八日市下車、徒歩5分。
- 名神高速道路八日市インターチェンジから車で約2分。